# Тевфида
Тевфида (др.-греч. Τεῦθις, Τευθίς) — древнегреческий город в области Аркадия. Упоминается у Павсания, который посетил и описал его храмы, рассказал замысловатую историю спора царя Тевфида с Агамемноном и богиней Афиной в Авлиде, перед тем как греческий флот отправился на Троянскую войну.
Согласно Павсанию, Тевфида вместе с городами Фейсоя и Мефидрий были тремя городами, которые первоначально «принадлежали» Орхоменосу, но жители которых решили переселиться и присоединиться ко многим другим в создании Мегалополиса в 371 году до н. э., чтобы лучше защитить себя от спартанцев.
Некоторые историки называют Тевфиду «гомеровским» городом, но город не упомянут Гомером.